# Retusigaster dignus
Retusigaster dignus är en stekelart som först beskrevs av Mao 1949.  Retusigaster dignus ingår i släktet Retusigaster och familjen bracksteklar. Inga underarter finns listade i Catalogue of Life.